# 鞍掛山城
鞍掛山城（くらかけやまじょう）は、周防国玖珂郡（現在の山口県岩国市玖珂町鞍掛）にあった日本の城（山城）。

## 概要

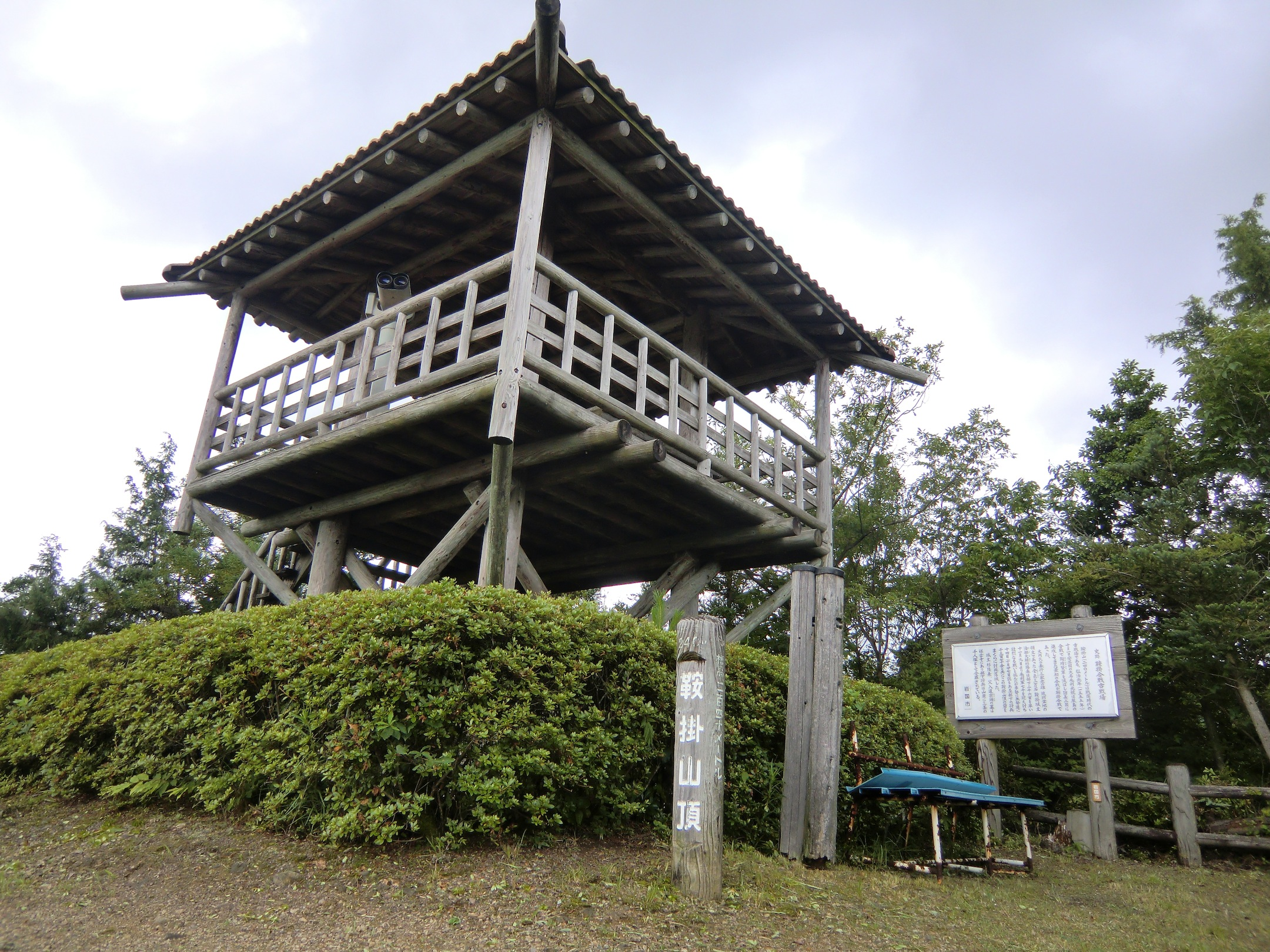
鞍掛山城山頂の東屋

標高240mの鞍掛山の尾根に築かれた実戦的な山城である。築城年代は不明。大内氏の家臣・杉氏の居城。近隣には、すぐ北に椙杜氏の蓮華山城、南側には小方氏の瀬田城がある。
弘治元年（1555年）に、陶晴賢が厳島の戦いで討死し、同年より毛利氏が周防・長門国への侵攻を開始した（防長経略）。その際に城主であった杉隆泰は、毛利元就の勧告に従い降伏。しかし、蓮華山城の椙杜隆康が、大内氏と杉隆泰の内通を元就に訴えたため、毛利軍は鞍掛山城を攻めた。父の杉宗珊とともに籠城した隆泰がよく抗戦したため、毛利軍主力は山口方面に侵攻すると見せかけて蓮華山城へ兵を入れ、早朝に城の背後から奇襲を仕掛けた。不意を突かれた鞍掛城籠城軍は、混乱に陥って壊滅。毛利氏に降って城攻めに加わっていた瀬田城城主・小方元康の手で隆泰も討ち取られ、鞍掛山城は落城した（鞍掛合戦）。
その後、鞍掛山城は廃城となった。

### 現在

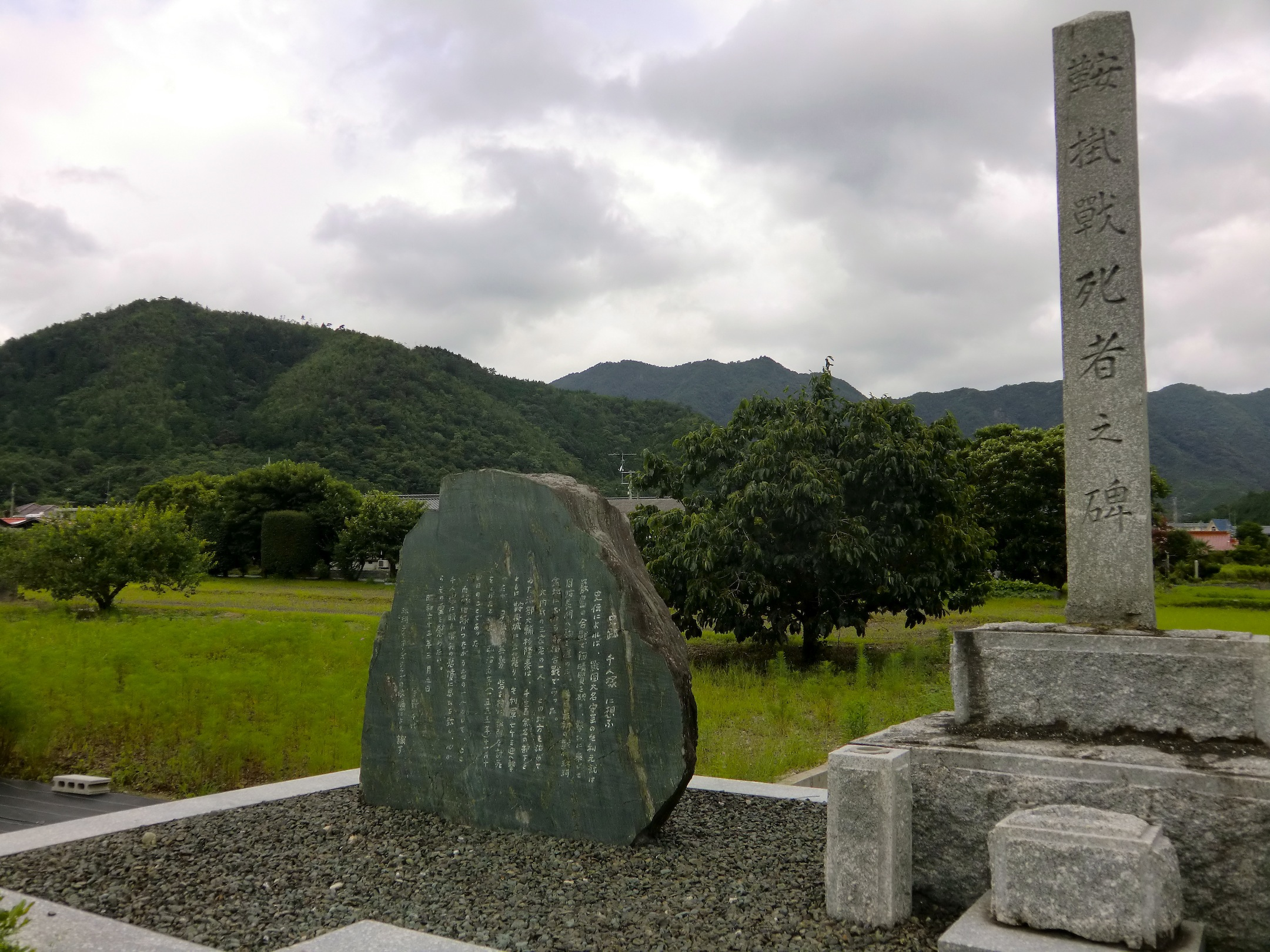
鞍掛合戦千人塚から見る鞍掛山（左手前）と蓮華山（中央奥）

現在の鞍掛山は、駐車場や遊歩道が整備されており、展望台の据えられた山頂（本丸跡）には、容易に行くことができる。なお、山頂から尾根を北に進むと「古戦場鞍掛城址」の石碑がある二の丸・三の丸跡に出る。城の遺構はほとんど消滅しているが、落城時に米蔵が焼け、その焼き米が出土した例もある。
毎年11月には「鞍掛城まつり」が催されている。
また、城下には討死した者を弔った鞍掛合戦千人塚（鞍掛戦死者之碑）があり、現在は宇野千代直筆の追悼句碑が建てられている。